# فینال جام یوفا ۱۹۸۱
فینال جام یوفا ۱۹۸۱، رقابت پایانی جام یوفا در سال ۱۹۸۱ میلادی است که مابین دو تیم باشگاه فوتبال ایپسویچ تاون و باشگاه فوتبال آلکمار برگزار شده‌است.
این مسابقه که در تاریخ‌های ۶ مه ۱۹۸۱ و ۲۰ مه ۱۹۸۱ انجام شده‌است در مجموع با نتیجه ۵ بر ۴ به سود باشگاه فوتبال ایپسویچ تاون به پایان رسید.